# Doug Overton
Douglas M. Overton, detto Doug (Filadelfia, 3 agosto 1969), è un ex cestista e allenatore di pallacanestro statunitense, professionista in Australia, nella NBA e in Spagna.

## Carriera
È stato selezionato dai Detroit Pistons al secondo giro del Draft NBA 1991 (40ª scelta assoluta).

## Statistiche

### College
| Anno      | Squadra            | PG  | PT | MP   | TC%  | 3P%  | TL%  | RP  | AP  | PRP | SP  | PP   |
| --------- | ------------------ | --- | -- | ---- | ---- | ---- | ---- | --- | --- | --- | --- | ---- |
| 1987-1988 | La Salle Explorers | 34  | 19 | 27,0 | 49,8 | 29,6 | 84,1 | 2,4 | 2,7 | 1,3 | 0,0 | 7,8  |
| 1988-1989 | La Salle Explorers | 32  | 32 | 38,2 | 49,4 | 40,0 | 79,7 | 3,2 | 7,6 | 3,1 | 0,0 | 13,2 |
| 1989-1990 | La Salle Explorers | 32  | 32 | 37,6 | 51,9 | 43,5 | 79,8 | 4,2 | 6,6 | 2,7 | 0,1 | 17,2 |
| 1990-1991 | La Salle Explorers | 25  | -  | 38,4 | 44,5 | 33,8 | 82,8 | 4,2 | 5,0 | 2,0 | 0,0 | 22,3 |
| Carriera  | Carriera           | 123 | 83 | 35,0 | 48,6 | 37,8 | 81,4 | 3,4 | 5,5 | 2,3 | 0,0 | 14,6 |

### NBA

#### Regular Season
| Anno      | Squadra            | PG  | PT | MP   | TC%  | 3P%  | TL%  | RP  | AP  | PRP | SP  | PP  |
| --------- | ------------------ | --- | -- | ---- | ---- | ---- | ---- | --- | --- | --- | --- | --- |
| 1992-1993 | Washington Bullets | 45  | 13 | 22,0 | 47,1 | 23,1 | 72,8 | 2,4 | 3,5 | 0,7 | 0,1 | 8,1 |
| 1993-1994 | Washington Bullets | 61  | 1  | 12,3 | 40,3 | 9,1  | 82,7 | 1,1 | 1,5 | 0,3 | 0,0 | 3,6 |
| 1994-1995 | Washington Bullets | 82  | 20 | 20,8 | 41,6 | 42,4 | 87,2 | 1,7 | 3,0 | 0,6 | 0,0 | 7,0 |
| 1995-1996 | Denver Nuggets     | 55  | 0  | 11,0 | 37,6 | 30,8 | 72,7 | 1,1 | 1,9 | 0,2 | 0,1 | 3,3 |
| 1996-1997 | Philadelphia 76ers | 61  | 4  | 10,4 | 42,6 | 25,0 | 93,8 | 1,1 | 1,7 | 0,4 | 0,0 | 3,6 |
| 1997-1998 | Philadelphia 76ers | 23  | 2  | 12,0 | 38,1 | 0,0  | 87,5 | 0,6 | 1,6 | 0,3 | 0,0 | 2,7 |
| 1998-1999 | Orlando Magic      | 6   | 0  | 5,5  | 50,0 | 0,0  | 100  | 0,3 | 0,5 | 0,2 | 0,0 | 3,0 |
| 1998-1999 | N.J. Nets          | 8   | 1  | 21,8 | 43,9 | 50,0 | 85,7 | 2,1 | 2,0 | 0,4 | 0,1 | 8,0 |
| 1998-1999 | Philadelphia 76ers | 10  | 0  | 3,7  | 33,3 | 0,0  | -    | 0,2 | 0,4 | 0,1 | 0,0 | 1,0 |
| 1999-2000 | Boston Celtics     | 48  | 0  | 9,0  | 39,6 | 35,7 | 95,2 | 0,7 | 1,1 | 0,2 | 0,0 | 3,2 |
| 2000-2001 | Boston Celtics     | 7   | 1  | 20,6 | 34,1 | 25,0 | 63,6 | 2,1 | 2,7 | 0,6 | 0,0 | 5,4 |
| 2000-2001 | Charlotte Hornets  | 2   | 0  | 7,5  | 100  | -    | -    | 0,0 | 0,0 | 0,5 | 0,0 | 2,0 |
| 2000-2001 | N.J. Nets          | 12  | 9  | 26,3 | 37,6 | 31,3 | 60,0 | 2,0 | 4,4 | 0,3 | 0,0 | 6,9 |
| 2001-2002 | L.A. Clippers      | 18  | 0  | 7,2  | 31,8 | 25,9 | 57,1 | 0,7 | 0,7 | 0,2 | 0,1 | 2,2 |
| 2002-2003 | N.J. Nets          | 6   | 0  | 3,7  | 37,5 | -    | 100  | 0,2 | 0,7 | 0,2 | 0,0 | 1,3 |
| 2002-2003 | L.A. Clippers      | 55  | 11 | 18,4 | 40,5 | 13,0 | 72,4 | 1,5 | 2,4 | 0,5 | 0,0 | 3,9 |
| Carriera  | Carriera           | 499 | 62 | 14,6 | 41,2 | 31,9 | 81,6 | 1,3 | 2,1 | 0,4 | 0,0 | 4,5 |